# Lokschuppen Alte Neustadt

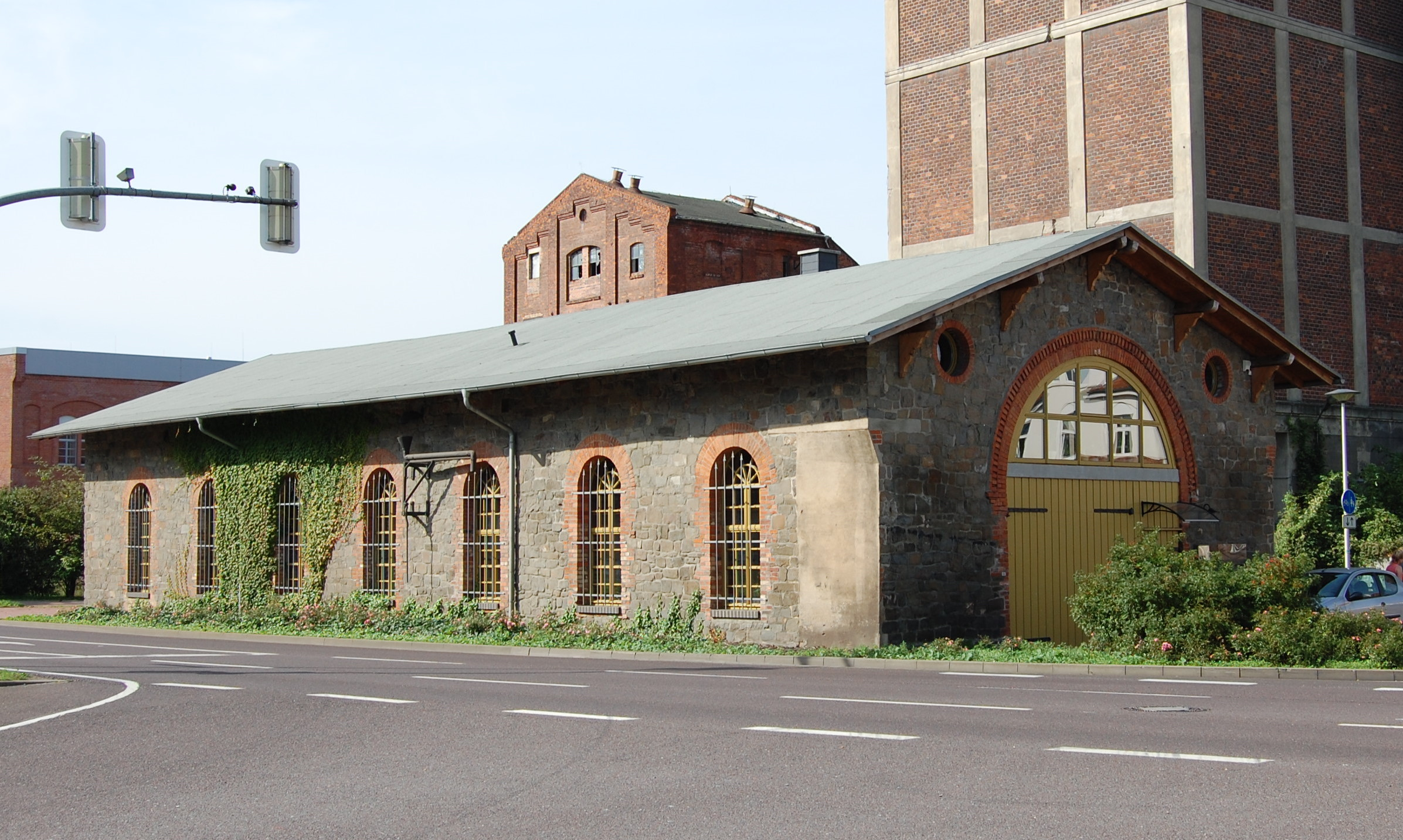
Lokschuppen Alte Neustadt, 2010

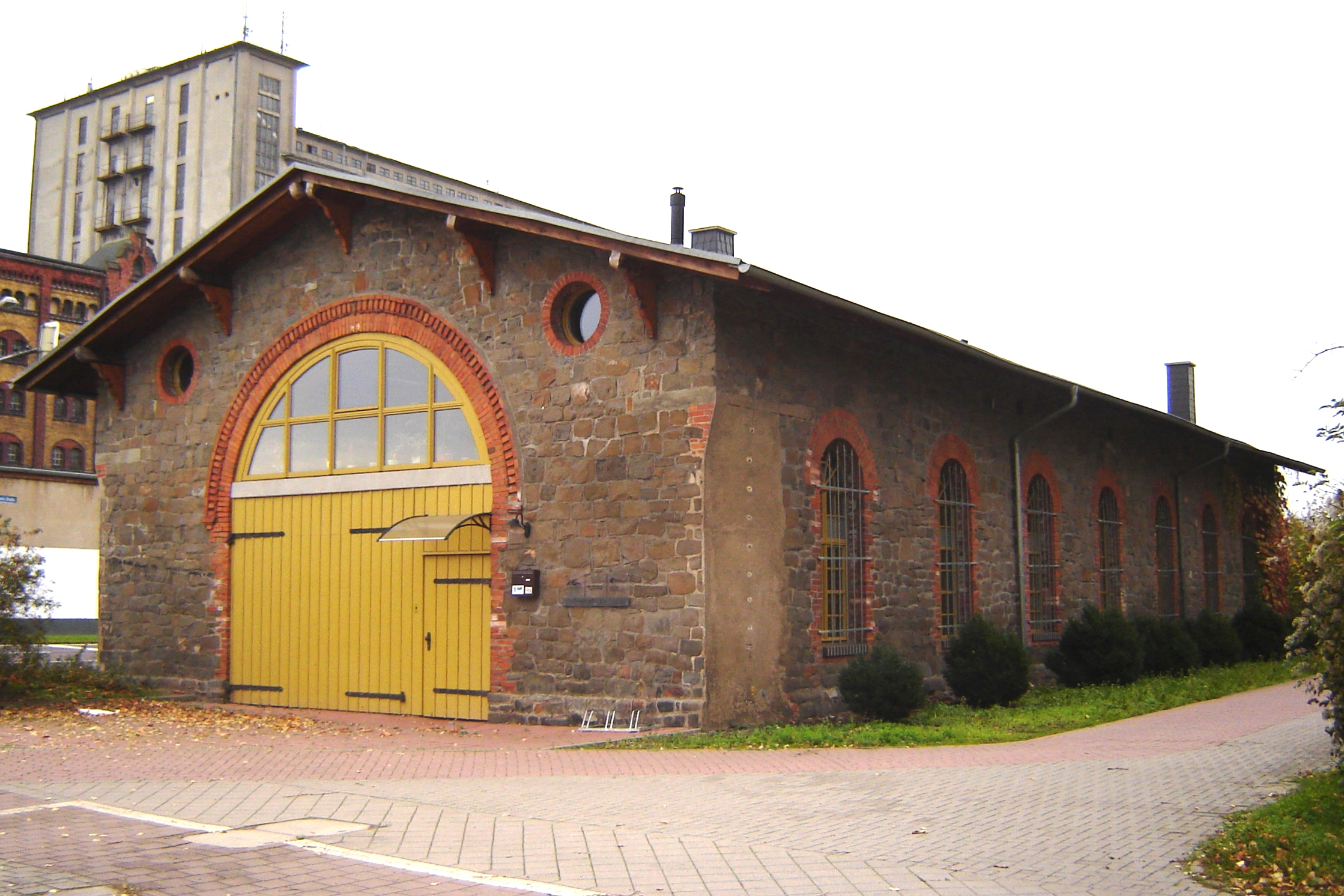
Nordseite, 2013

Der Lokschuppen Alte Neustadt in Magdeburg ist ein denkmalgeschützter historischer Lokschuppen, der sich im Stadtteil Alte Neustadt auf dem Grundstück Hafenstraße 9a befindet. Es handelt sich um einen der ältesten erhaltenen rechteckigen Lokschuppen in Deutschland.

## Architektur und Geschichte
Der Lokschuppen wurde 1863 gebaut und gehörte ursprünglich zum Güterbahnhof Alte Neustadt. Im Jahr des Baus gingen die Bahnanlagen von der Magdeburg-Wittenbergeschen Eisenbahngesellschaft auf die Magdeburg-Halberstädter Eisenbahngesellschaft über.
Das eingeschossige Gebäude wurde aus Bruchstein gemauert. Bedeckt wird es von einem relativ flach geneigten, überstehenden Satteldach. An den Giebelseiten befinden sich große rundbogige Einfahrten, die von hochliegenden Okuli flankiert werden. Die Längsseiten haben jeweils sieben große Rundbogen-Fenster. Alle Rundbögen einschließlich der Okuli-Einfassungen sind aus Ziegeln gemauert, wodurch eine aufwändigere Bearbeitung des umgebenden Bruchstein-Mauerwerks vermieden wurde. An einer Längsseite des Schuppens ist ein Wasserkran angebracht.
In späterer Zeit diente der Lokschuppen der Hafenbahn Magdeburg des benachbarten Handelshafens. Nach längerem Leerstand und Verfall wurde der Lokschuppen 2006 privat erworben und bis 2012 denkmalgerecht saniert. Er ist heute Sitz eines Ingenieur- und Sachverständigenbüros und wird auch als Schulungs- und Veranstaltungsstätte genutzt. Ein Anschluss an das Eisenbahnnetz besteht nicht mehr. Seit 1998/1999 führt unmittelbar östlich des Lokschuppens die Theodor-Kozlowski-Straße entlang.
Im örtlichen Denkmalverzeichnis ist der Lokschuppen unter der Erfassungsnummer 094 18237 als Baudenkmal verzeichnet. Zeitweise bestand eine doppelte Erfassung auch unter der Nummer 094 76699.